# Triazene

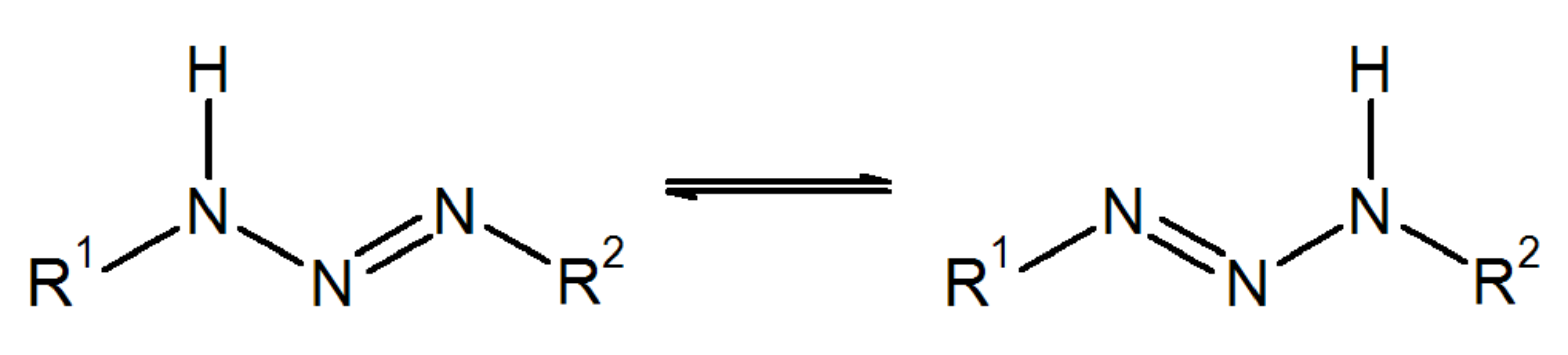
Allgemeine Struktur von Triazenen

Triazene oder auch Diazoamine sind chemische Verbindungen mit der allgemeinen Struktur R1R2N–N=NR3, wobei der Name auch für die entsprechende funktionelle Gruppe verwendet wird. Sie sollten nicht mit den Triazinen verwechselt werden. Triazene bestehen aus einer Aminogruppe, welche direkt mit einer Azogruppe verbunden ist und deshalb auch als Diazoaminogruppe (=Triazengruppe) bezeichnet wird. (Diazoverbindungen sind Verbindungen, bei denen zwei Stickstoff-Atome direkt miteinander verbunden sind.) Sie können zum Beispiel durch Azokupplung von Anilinen hergestellt werden. Triazene können tautomerisieren.

## Triazenbildung

Diazotierung

Triazenbildung

Die Triazenbildung ist eine meist unerwünschte Nebenreaktion bei der Azokupplung auf aromatische Amine (Kupplungs-Komponente). Die Diazo-Komponente wird hergestellt, indem ein aromatisches Amin mit Salpetriger Säure umgesetzt wird (Diazotierung).
Das Diazoniumkation reagiert dann mit der nucleophilsten Stelle der sogenannten Kupplungskomponente, dem Amin-Stickstoff, anstelle der elektrophilen Substitution eines Aryl-Wasserstoffes.

## Triazenzerfall

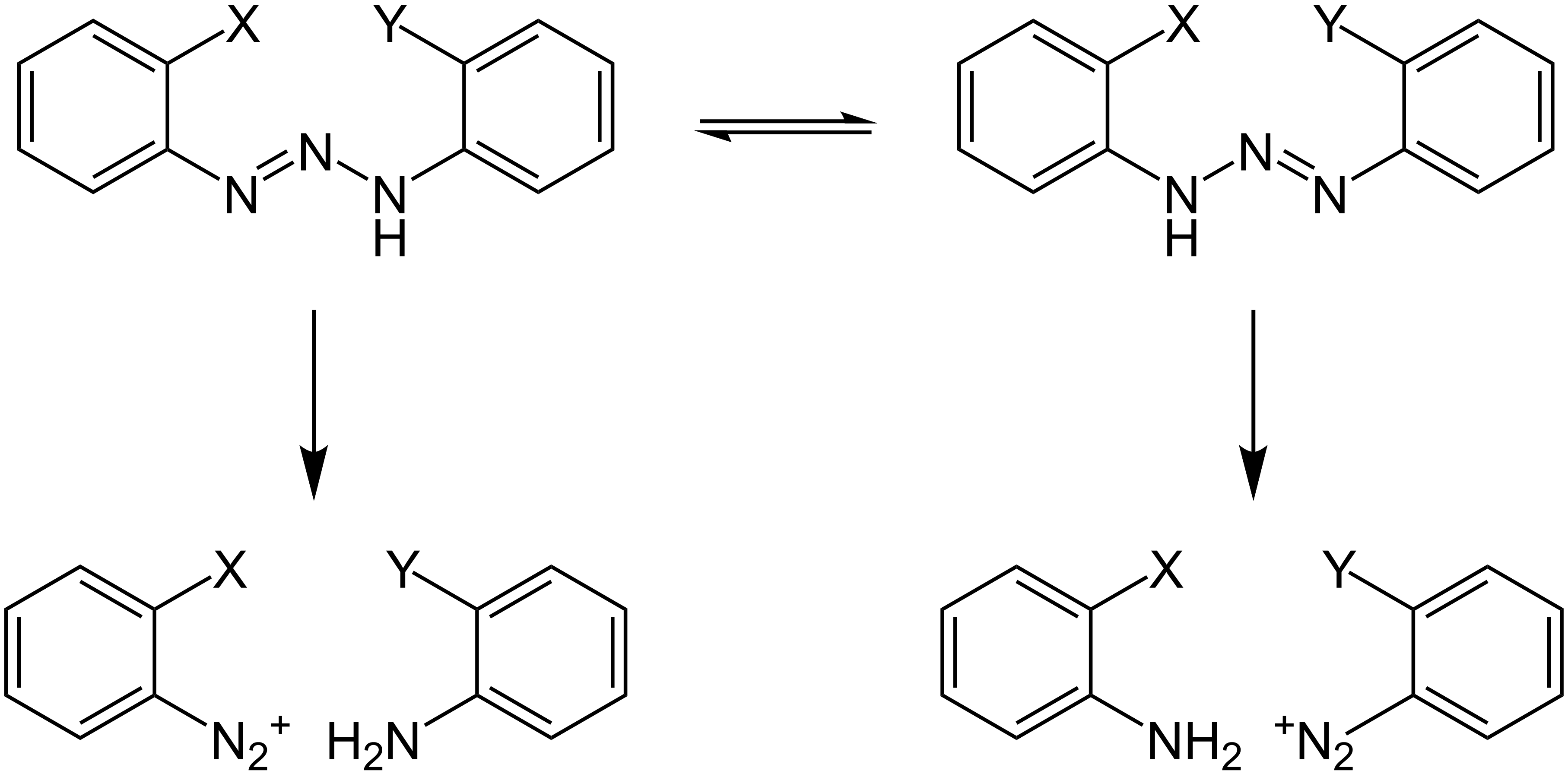
Triazenzerfall

Die Triazenbildung ist reversibel. Im stark Sauren zerfallen diese beim Erwärmen wieder in ihre Ausgangskomponenten, oder nach Tautomerisierung in andere, kupplungsfähige, Verbindungen (Die ehemalige Diazokomponente wird als Amin rückgebildet, die ehemalige Kupplungskomponente trägt nun die Diazogruppe).

## Triazenumlagerung

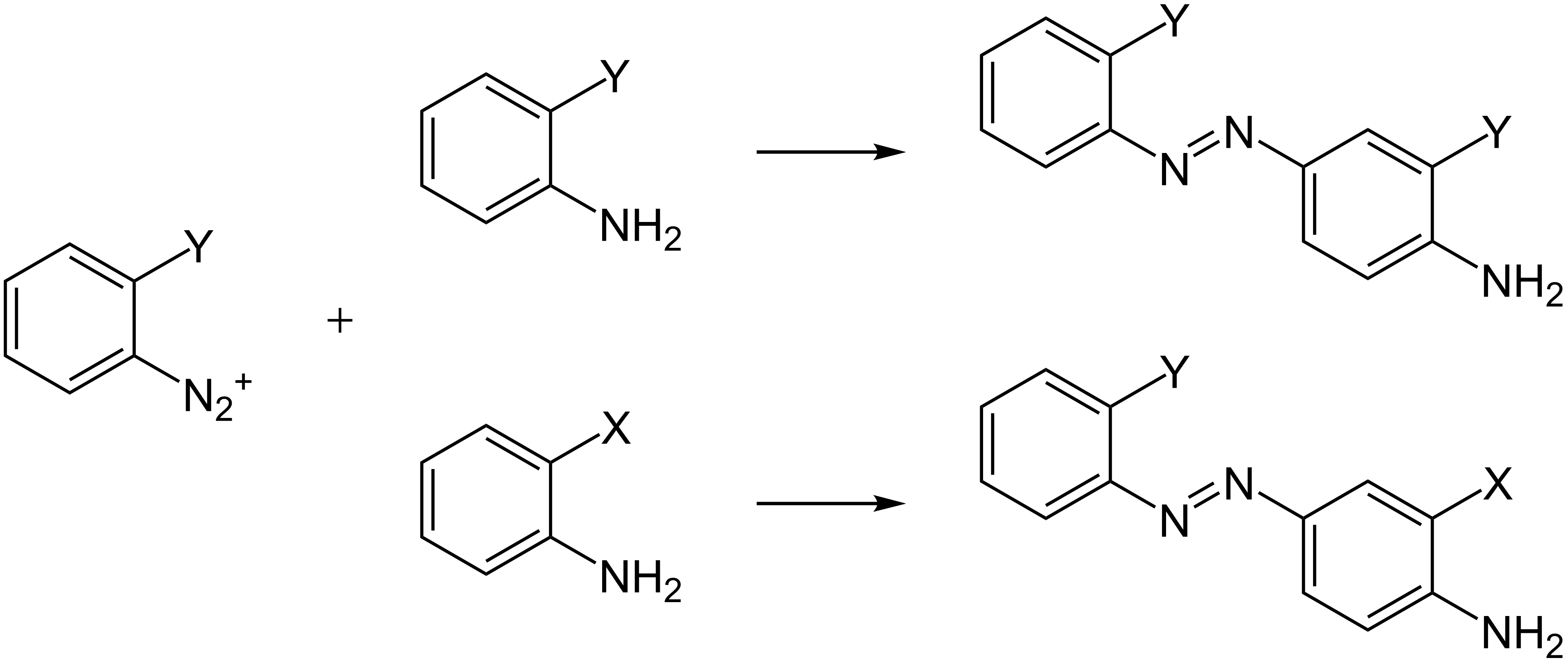
Triazenumlagerung

Die Ausgangsverbindungen können zur gewünschten Azoverbindung „umlagern“. Zerfällt das Triazen derart, dass es zur Rückbildung des ehemaligen Diazokations und der Kupplungskomponente kommt, erhält man bei der nachfolgenden Azokupplung das gewünschte Produkt.
Das Triazen kann (nach Tautomerisierung) aber auch so zerfallen, dass sich die ehemalige Diazo- und die diazotierte Kupplungskomponente bildet, die Diazogruppe sitzt somit im „falschen“ Molekül. Deren Folgeprodukte sind unerwünscht und im besten Falle nur ausbeutevermindernd.

## Verbindungen
Die einfachste Verbindung dieser Stoffgruppe mit der Formel NH2N=NH wird als Namensgeber selbst Triazen genannt. Eine weitere bekannte Verbindung der Gruppe ist das Diphenylderivat des Triazens, das Diphenyltriazen, auch Diazoaminobenzol genannt (Ph–NH–N=N–Ph). Bei den Verbindungen sind R1 häufig Arylgruppen und R3 häufig Alkyl-, Allyl- oder Benzylverbindungen. Durch Erwärmung in saurer Lösung lassen sich Triazenverbindungen in die thermodynamisch stabileren Aminoazoverbindungen R1R2N=NR3–NH2 überführen.

## Verwendung
Triazene werden zur Herstellung anderer organischer Verbindungen (z. B. Harze und Arzneistoffe wie Dacarbazin, Diminazen u. a.) verwendet. Die Triazen-Gruppe kann als Abgangsgruppe dienen. So können Homokupplungen von aromatischen Triazenen zu symmetrischen Biarylen unter Kupferkatalyse in ionischen Flüssigkeiten durchgeführt werden.